# Preferentiële toewijzing
De preferentiële toewijzing (Frans: l'attribution préférentielle) is een rechtsfiguur uit het Belgische relatievermogensrecht die een echtgenoot in bepaalde gevallen het recht heeft om zich bepaalde goederen te doen toewijzen bij de ontbinding van het huwelijksvermogensstelsel. De preferentiële toewijzing is geregeld in de artikelen 2.3.13 en 2.3.14 van het Belgische Burgerlijk Wetboek (BW).

## Omschrijving
De wet voorziet in twee gevallen van preferentiële toewijzing, namelijk naar aanleiding van de ontbinding van het huwelijksvermogensstelsel door overlijden (art. 2.3.13 BW) of door de echtscheiding op grond van onherstelbare ontwrichting (art. 2.3.14 BW). De preferentiële toewijzing is zowel mogelijk voor echtgenoten die zijn gehuwd onder een gemeenschapsstselsel, zoals het wettelijk stelsel of de algehele gemeenschap, maar ook voor echtgenoten die zijn getrouwd onder de scheiding van goederen.

### Overlijden
Wordt het huwelijksvermogensstelsel ontbonden door het overlijden van een van de echtgenoten (art. 2.3.41, 1° BW), dan heeft de langstlevende echtgenoot steeds het recht om zich de gezinswoning, het huisraad en/of de beroepsgoederen te doen toewijzen. Zulke preferentiële toewijzing is echter enkel mogelijk als de betrokken goederen behoren tot het gemeenschappelijk vermogen (bij een gemeenschapsstelsel) of tussen de echtgenoten in exclusieve onverdeeldheid zijn (bij scheiding van goederen). Bovendien zal de echtgenoot verplicht zijn een opleg te betalen als daartoe aanleiding bestaat (art. 2.3.13 BW).

### Echtscheiding door onherstelbare ontwrichting
Wordt het huwelijksvermogensstelsel ontbonden door de echtscheiding op grond van onherstelbare ontwrichting (art. 2.3.41, 2° BW), dan hebben beide echtgenoten het recht om de preferentiële toewijzing van de gezinswoning, het huisraad en/of de beroepsgoederen te vragen  (art. 2.3.14, §1 samen gelezen met art. 2.3.13 BW).
De familierechtbank zal vervolgens oordelen aan welke echtgenoot deze goederen worden toegewezen. De rechter moet daarbij rekening houden met de belangen die elke echtgenoten kan laten gelden en met de financiële mogelijkheden van degene die de opleg desgevallend zal moeten betalen (art. 2.3.14, §2, eerste lid BW). Gaat het verzoek echter uit van een echtgenoot die slachtoffer is van partnergeweld, dan heeft de rechter geen appreciatiemarge en moet hij de gevraagde goederen toewijzen aan deze echtgenoot. De rechter kan hiervan dan slechts in uitzonderlijke omstandigheden afwijken (art. 2.3.14, §2, tweede lid BW).
De preferentiële toewijzing is niet mogelijk bij echtscheiding door onderlinge toestemming, omdat de echtgenote in die procedure de toebedeling van de gezamenlijke goederen zelf, in onderling akkoord moeten regelen in hun regelingsakte (art. 1287 Ger.W.).

## Vergoedingsrekeningen
Indien de vergoedingsschuld tussen de echtgenoten wordt voldaan door vooruitneming, dan mag men hierbij geen afbreuk doen aan de rechten van preferentiële toewijzing die de andere echtgenoot bezit. Als beide echtgenoten daarmee akkoord gaan, kunnen zij hier evenwel van afwijken (art. 2.3.49, §3, tweede lid BW).

## Geschiedenis
De preferentiële toewijzing werd aanvankelijk geregeld door de artikelen 1446 en 1447 van het Oud Burgerlijk Wetboek. Door de wet van 22 juli 2018 werden deze bepalingen afgeschaft en vervangen door de artikelen 1389/1 en 1389/2 oud BW, zodat de preferentiële toewijzing voortaan ook mogelijk zou zijn bij scheiding van goederen. Bij de invoering van boek 2, titel 3 'Relatievermogensrecht' in het Burgerlijk Wetboek werden deze regels hernomen in de artikelen 2.3.13 en 2.3.14 BW.